# Vimmerby stadsförsamling
Vimmerby stadsförsamling var en territoriell församling inom Svenska kyrkan i Kalmar län, Småland. Församlingen uppgick 1965 i Vimmerby församling.
Församlingskyrka var Vimmerby kyrka.

## Administrativ historik
Församlingen bildades som stadsförsamling till Vimmerby stad. Församlingen var sedan till 1962 moderförsamling i pastoratet Vimmerby stads- och landsförsamlingar samt Pelarne. 1962 moderförsamling i pastoratet Vimmerby stads- och landsförsamlingar, för att 1965 uppgå i Vimmerby församling, genom att införliva Vimmerby landsförsamling och byta namn.

## Kyrkoherdar
| Ämbetstid | Namn                         | Levnadstid | Övrigt                                        |
| --------- | ---------------------------- | ---------- | --------------------------------------------- |
| 1402–1414 | Joannes Petri Mörske         |            |                                               |
| 1425      | Hans                         |            |                                               |
| 1462–1473 | Haraldus Caroli              |            |                                               |
| 1539–1552 | Magnus Olavi                 |            |                                               |
|           | Nicolaus Joannis             |            | Senare kyrkoherde i Kristdala församling.     |
| 1565–1567 | Ericus Laurentii             | –1602      | Sedan kyrkoherde i Högby församling.          |
| 1568–     | Påwel Haraldi                | 1520–      |                                               |
| 1571–1588 | Johannes Petri               | –1588      |                                               |
| 1588–1600 | Andreas Petri                | –1600      |                                               |
| 1603      | Ericus Erici                 |            |                                               |
| 1622      | Nicolaus Erici               | –1622      |                                               |
| 1624–1645 | Johannes Beronis Phalerius   | 1588–1645  | Kontraktsprost.                               |
| 1645–1646 | Johannes Sigfridi            | –1646      | Avled före tillträdet.                        |
| 1646–1680 | Olaus Sunonis                | 1604–1680  | Kontraktsprost.                               |
| 1682–1704 | Johannes Phœnix              | 1631–1704  | Kontraktsprost och riksdagsman.               |
| 1705–1735 | Magnus Lehnberg              | 1665–1735  |                                               |
| 1736–1750 | Bothvidus Gruf               | 1681–1750  |                                               |
| 1751–1778 | Claës Wimermark              | 1708–1778  | Kontraktsprost.                               |
| 1780–1796 | Anders Kraft                 | 1743–1796  | Kontraktsprost.                               |
| 1797–1810 | Anders Esse                  | 1737–1810  | Kontraktsprost.                               |
| 1811–1821 | Israel Gustaf Wänman         | 1762–1821  |                                               |
| 1822–1846 | Ambrosius Ludvig Lindal      | 1787–1872  | Kontraktsprost, hovpredikant och jubeldoktor. |
| 1857–1876 | Johan Fredrik Svartling      | 1802–1876  |                                               |
| 1879–1886 | Carl Thorén                  | 1841–1906  | Senare kyrkoherde i Mjölby församling.        |
| 1886–1898 | Johan Theodor Blidberg       | 1846–1898  | Kontraktsprost.                               |
| 1899–1909 | Hjalmar Tidman               | 1855–1909  |                                               |
| 1911–1931 | Carl August Höglander        | 1854–      |                                               |
| 1938–1955 | Anders Andræ                 | 1902–1961  | [ 3 ]                                         |
| 1962–1964 | Karl Gunnar Torsten Engström | 1903–      | [ 4 ]                                         |

## Organister och klockare
| Ämbetstid | Namn                  | Levnadstid   | Övrigt              |
| --------- | --------------------- | ------------ | ------------------- |
| 1707      | Johan Nyberg          |              | Organist            |
| 1709      | Nils Bong             |              | Klockare            |
| 1710      | Peter Åkerman         |              | Organist            |
|           | Israel Hesselgren     |              |                     |
| 1727–1738 | Israel Lind           | ca 1699–1738 |                     |
| 1744–1746 | Olof Lind             |              |                     |
| 1753–1791 | Anders Widegren       | 1727–        |                     |
| 1791–1831 | Johan Melkersson      | 1759–1851    | Organist och kantor |
| 1831–1859 | Clas Johan Melkersson | 1795–1859    |                     |
| 1963–1964 | Arnold Nordström      | 1925–        | Organist.           |